# Musiri
Musiri é uma panchayat (vila) no distrito de Tiruchirappalli, no estado indiano de Tamil Nadu.

## Geografia
Musiri está localizada a 10° 56′ N, 78° 27′ L. Tem uma altitude média de 82 metros (269 pés).

## Demografia
Segundo o censo de 2001,  Musiri  tinha uma população de 27,886 habitantes. Os indivíduos do sexo masculino constituem 50% da população e os do sexo feminino 50%. Musiri tem uma taxa de literacia de 75%, superior à média nacional de 59.5%: a literacia no sexo masculino é de 80% e no sexo feminino é de 69%. Em Musiri, 11% da população está abaixo dos 6 anos de idade.